# Punta del Cebo
Punta del Cebo är en udde i Spanien.   Den ligger i provinsen Provincia de Huelva och regionen Andalusien, i den sydvästra delen av landet, 500 km sydväst om huvudstaden Madrid.
Terrängen inåt land är platt. Havet är nära Punta del Cebo åt sydväst.  Närmaste större samhälle är Huelva, 6,0 km norr om Punta del Cebo. Trakten runt Punta del Cebo består till största delen av jordbruksmark.